# John Key
John Phillip Key (sinh ngày 09 tháng 8 năm 1961) là Thủ tướng Chính phủ lần thứ 38 của New Zealand, giữ chức này từ năm 2008. Ông đã lãnh đạo Đảng Dân tộc New Zealand kể từ năm 2006. Sinh ra tại Auckland trước khi chuyển đến Christchurch khi còn là một đứa trẻ, Key đã học tại Đại học Canterbury và tốt nghiệp năm 1981 với bằng cử nhân thương mại. Ông bắt đầu sự nghiệp trong thị trường ngoại hối ở New Zealand trước khi chuyển ra nước ngoài làm việc cho Merrill Lynch, trong đó ông đã trở thành người đứng đầu ngoại hối toàn cầu trong năm 1995, một vị trí ông đảm nhiệm trong sáu năm. Năm 1999, ông được bổ nhiệm làm thành viên của Ủy ban Ngoại hối của Ngân hàng Dự trữ Liên bang New York. Ông đã làm dân biểu Quốc hội New Zealand đại diện cho cử tri của khu vực bầu cử Helensville của Auckland như một trong số ít các thành viên Đảng Dân tộc mới của quốc hội trong cuộc bầu cử năm 2002 sau thất bại lớn của Đảng Dân tộc. Ông đã nắm giữ ghế dân biểu kể từ đó. Năm 2004, ông được bổ nhiệm làm Người phát ngôn Tài chính cho Đảng Dân tộc và cuối cùng đã thay thế Don Brash là người lãnh đạo Đảng Dân tộc vào năm 2006. Sau hai năm làm lãnh đạo của phe đối lập, ông đã lãnh đạo chính đảng của ông đến thắng lợi trong các cuộc tổng tuyển cử 2008 và 2011. Ông là người đã kế nhiệm Helen Clark làm thủ tướng.
Vào ngày 5 tháng 12 năm 2016, Key bất ngờ tuyên bố từ chức Thủ tướng New Zealand và lãnh đạo của Đảng Quốc gia, có hiệu lực ngày 12 tháng 12. Ông bày tỏ sự quan tâm, muốn dành nhiều thời gian với gia đình của mình.